# 樹 (短篇小說)
《樹》是美國恐怖小說作家霍華德·菲利普斯·洛夫克拉夫特的一部恐怖小說短篇小說。它於1920年撰寫，並於1921年10月在《Tryout》雜誌上發表。 故事設定在古希臘，講述了兩位雕塑家接受委託的情節，最後帶來了諷刺的後果。
洛夫克拉夫特在職業生涯早期撰寫了《樹》。在1936年的一封信中，他表示對這個故事相當輕蔑。他認為，這樣的故事「如果用好的紙張打字，可以做成優秀的書架紙，但除此之外沒有其他價值。」 S. T. 喬希對這個故事的評價是，雖然這個故事「可能有點過於淺顯易懂……但它有效展示了洛夫克拉夫特處理歷史背景的技巧。」

## 情節

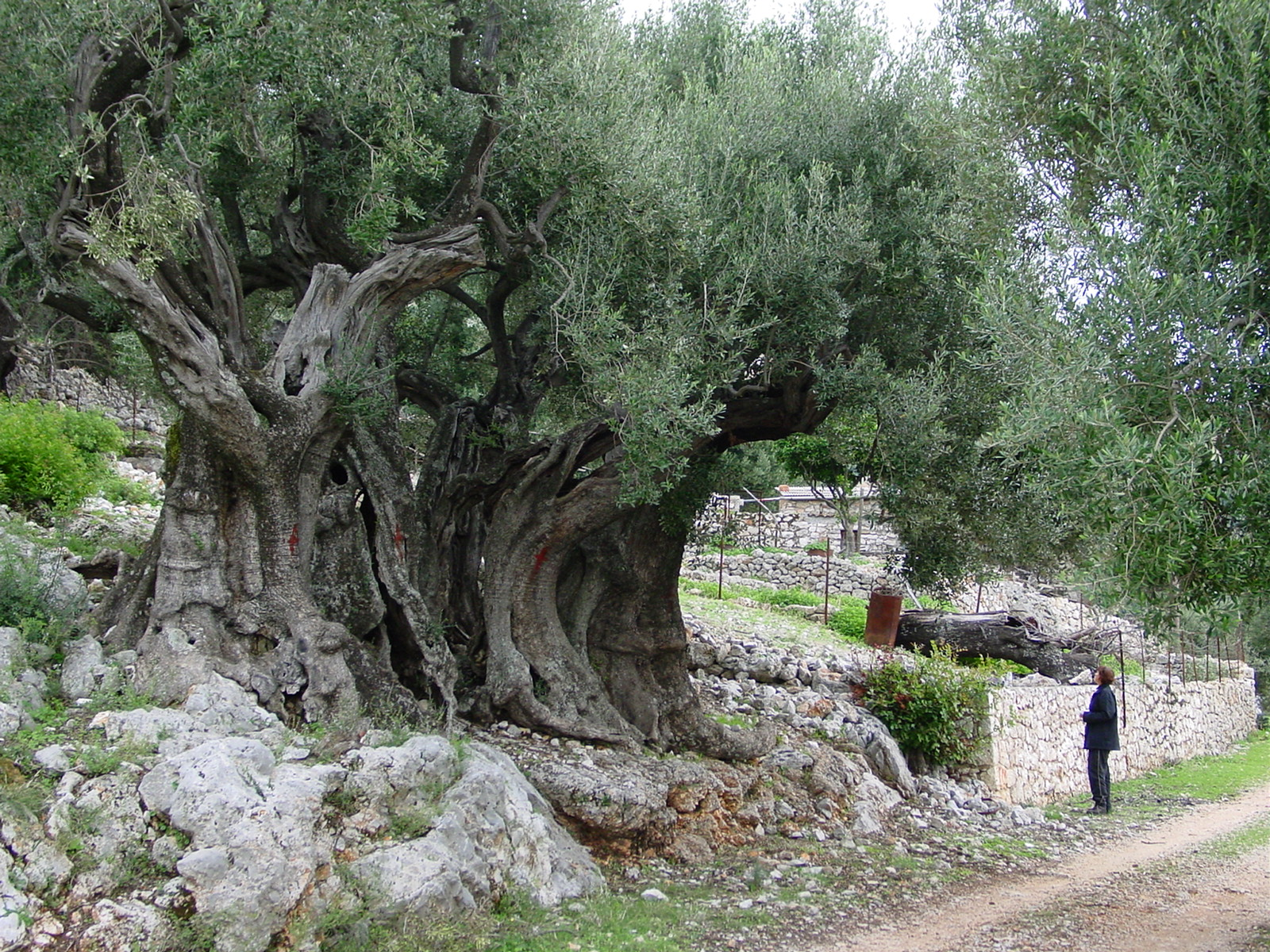
這棵位於伊薩卡島的橄欖樹被認為有超過1500年的歷史。

在阿卡迪亞州的麥拉魯斯山的斜坡上，有一片橄欖樹林，環繞著一座大理石墳墓和一座古老別墅的廢墟。在那裡，一棵巨大的樹看起來像一個怪誕的人、或是一具扭曲的屍體，因此當地人非常害怕從樹前走過。而這棵大樹的樹根已經翹動了墳墓的石塊。
故事旁白解釋說，住在隔壁的養蜂人告訴他一個關於這棵樹的故事：兩位著名的雕塑家，卡洛斯和穆西德斯，住在有柱廊的別墅裡，這座別墅在當時是「光彩奪目」的。兩人都創作出廣為人知和讚揚的作品。他們是忠實的朋友，但性格不同：穆西德斯喜歡夜生活，而卡洛斯更喜歡橄欖樹林的寧靜。據說他在那裡和森林之靈交流，而他的雕像是仿照在那裡遇到的法烏恩(Faun)和森林女神(Dryad)們雕刻而成。
有一天，來自「敘拉古的僭主」的使者要求雕塑家們各自創作一尊提克神像（希臘語：τύχη）。他們被告知，這尊神像必須「做工巧妙，體積龐大」，因為它將成為「各國的奇觀，旅行者的目的地」。最美麗的雕像將被豎立在暴君的城市敘拉古。卡洛斯和穆西德斯接受了這個委託。僭主秘密地期望這兩位雕塑家互相競爭這份榮耀，但是同時因著他們之間的友誼而互相幫助，從而創造出真正壯觀的神像。
工作進展順利，穆西德斯仍然喜歡社交，但他心情十分沮喪，顯然是因為卡洛斯生病了。儘管卡洛斯身體虛弱，但訪客們察覺到他身上有一種寧靜，與穆西德斯的沮喪形成對比。儘管醫生和他的朋友穆西德斯努力幫助，卡洛斯卻越來越虛弱。比起繼續接受治療，卡洛斯更渴望回到橄欖樹林之中，甚至希望人們將他遺留在裡面。最後當卡洛斯的死亡即將到來時，穆西德斯哭泣並答應為他雕刻一座精美的大理石墓穴，但是卡洛斯只希望在他的頭附近埋下樹林裡特定橄欖樹的樹枝。不久之後，卡洛斯獨自坐在橄欖樹林的黑暗裡死去了。。
穆西德斯依舊建造了華美無比的墓穴，不過同時他也記得要埋下橄欖樹枝。從橄欖樹枝埋下的位置，一棵巨大的橄欖樹以驚人的速度生長。一根特別大的樹枝懸掛在別墅和穆西德斯的雕像上方。
三年後，穆西德斯完成了雕像的工作。這三年間，穆西德斯將全副精力放在雕像的製作上，連過去的夜生活都放棄了。僭主的使者來到此地，然後前往城鎮過夜。那天晚上，一場風暴從山上席捲而下。第二天早上，當僭主的人回到別墅時，他們發現別墅完全被毀壞了；巨大的樹枝已經倒下，穆西德斯的雕像被壓成了無法辨認的碎片。而穆西德斯本人卻不見了。
敘拉古的使者無法帶回雕像，而此地的人們也失去了素享盛譽的藝術家。最後，敘拉古人去雅典買了一個還算不差的雕像，廣場上則建了一個用來紀念穆西德斯的才華、美德和友愛的大理石神廟。

故事的結局回憶起開頭的拉丁格言：Fata viam invenient（「命運將會尋找出路」）。

## 資料來源
- Lovecraft, Howard P. . S. T. Joshi  (编).  9th corrected printing. Sauk City, WI: Arkham House. 1986 [1921]. ISBN 0-87054-039-4. 最終版本。

## 外部連結
- 维基文库中的相關文獻：The Tree (Lovecraft)
- 列在網路推理小說資料庫中的《樹 (短篇小說)》
- LibriVox中的公有领域有声书《The Tree》